# Akaflieg Stuttgart FS 24 Phénix
Dimensions
L'Akaflieg Stuttgart FS24, surnommé Phénix (en allemand : « Phönix »), est un planeur conçu et construit en Allemagne de l'Ouest à partir de 1951.

## Conception et développement
Le FS24 est le premier planeur à utiliser la fibre de verre dans sa construction. Le développement de l'utilisation de profils laminaires modernes pour les planeurs demande un respect méticuleux du profil et des surfaces lisses, choses extrêmement difficiles à obtenir avec une construction conventionnelle en bois et toile ou en métal, mais plus faciles en stratifiant des matériaux composites dans un moule.
La conception du FS24 par Richard Eppler et Hermann Nägele commence en 1951 à l'Akaflieg Stuttgart. Initialement, il est construit en bois de balsa marouflé avec du papier collé mais la technique n'est pas bonne.
Le projet est abandonné jusqu'à une subvention attribuée par l'État du Bade-Wurtemberg pour des recherches plus approfondies. À cette époque, une résine polyester renforcée de fibres de verre est disponible et elle est utilisée dans un sandwich bois de balsa/fibre de verre, avec des renforts en contreplaqué des points supportant des contraintes et du contour de la verrière.
Le premier vol est effectué le 27 novembre 1957 montrant de bonnes performances et une excellente maniabilité, notamment dans des conditions thermiques faibles. Le prototype a un empennage conventionnel et se pose sur un patin. Des aérofreins sont installés sur la face inférieure des bords de fuite des ailes.
Bölkow construit ensuite huit FS24, désignés Phönix T, avec un empennage en T et d'un train d'atterrissage constitué d'une roue rétractable.

## Variantes
FS24 Phénix
Planeur de 16 m certifié en janvier 1959 et fabriqué par Akademische Fliegergruppe Stuttgart
FS24 Phénix TO
Planeur de 16 m avec empennage en T certifié en mai 1960 et fabriqué par Bolkow.
FS24 Phönix T
Planeur de 16 m certifié en avril 1961 et fabriqué par Bolkow.

## Planeurs exposés
Le prototype FS24 Phönix D-9093 est exposé au Deutsches Museum de Munich, en Allemagne.
Le planeur immatriculé D-8353 fait partie de la collection du Deutsches Segelflugmuseum à Wasserkuppe, en Allemagne.
Le planeur VH-GRP est à l'Australian Gliding Museum.

Timbre FS 24.